# تنڭرفا
تنڭرفا هي قرية أمازيغية مغربية وجماعة قروية وسط غربي المغرب. تنتمي تنڭرفا لإقليم سيدي إفني على الساحل الأطلسي. تضم هذه الجماعة القروية 5.471 نسمة (إحصاء رسمي 2004).